# Smaragdspanner
Der Smaragdspanner (Thetidia smaragdaria), auch Smaragdgrüner Schafgarbenspanner oder Smaragd-Grünspanner genannt, ist ein Schmetterling (Nachtfalter) aus der Familie der Spanner (Geometridae).

## Merkmale

### Falter
Die Flügelspannweite der Männchen beträgt 25 bis 29 Millimeter, diejenige der Weibchen 27 bis 34 Millimeter. Falter der zweiten Generation sind deutlich kleiner und erreichen meist nur eine Spannweite von 20 Millimetern. Alle Flügel sind kräftig smaragdgrün gefärbt. Charakteristisch sind zwei wellige weiße Querlinien auf den Vorderflügeln sowie ein markanter weißer Diskalfleck. Der Vorderrand schimmert zuweilen gelblich. Auf den Hinterflügeln fehlen die Querlinien oder sind sehr undeutlich, der Vorderrand ist weißlich. Die Fühler der Männchen sind gekämmt, diejenigen der Weibchen sind fadenförmig.

### Ei
Das frisch abgelegte Ei ist von blass gelber Farbe und verfärbt sich kurz vor dem Schlüpfen in graue Tönungen. Es hat eine ovale Form, ist jedoch an beiden Seiten stark abgeflacht. Außerdem ist es polygonal genetzt.

### Raupe
Die Raupen haben eine graubraune Färbung und zeigen eine querfaltige, gerunzelte Haut. Sie besitzen eine schwärzliche Rückenlinie, die auf den Brustsegmenten unterbrochen ist, eine gewellte, dunkle Nebenrückenlinie, ebenfalls dunkle Seitenflecke sowie deutlich schwarze Punktwarzen.

### Puppe
Die schlanke Puppe hat eine gelbbraune Farbe. Auf den Flügeldecken sind schwarze Längsstreifen zu erkennen. Am stielförmigen Kremaster befinden sich Dornen.

## Geographische Verbreitung und Vorkommen
Die Verbreitung der Art erstreckt sich durch nahezu ganz Europa (mit Ausnahme des hohen Nordens) bis nach Kleinasien und weiter durch Asien bis zum Pazifik. In den Südalpen steigt sie bis auf 1100 Meter. Sie bewohnt überwiegend trockene und warme Gebiete, dazu zählen sonnige Hänge, Halden, Steppen und Waldränder.

## Lebensweise
Die Falter fliegen in Mitteleuropa univoltin in den Monaten Juni und Juli, im Süden kann auch eine zweite Generation auftreten. Sie sind nachtaktiv und fliegen künstliche Lichtquellen an. Zur Tarnung bedecken sich die Raupen mit kleinen Stücken von vertrockneten Blattresten, die sie auf dem Rücken verspinnen und die ihnen bei der Fortbewegung das Aussehen eines welken Blattes verleihen. Sie ernähren sich bevorzugt von den Blättern verschiedener Schafgarben- (Achillea) oder Beifußarten (Artemisia) und überwintern.

## Unterarten
- Thetidia smaragdaria smaragdaria ist die in den meisten Verbreitungsgebieten vorkommende Nominatform
- Thetidia smaragdaria gigantea zeigt eine größere Flügelspannweite als die Nominatform und ist in den Bergen Zentralspaniens zu finden[1]
- Thetidia smaragdaria volgaria besitzt eine kleinere Flügelspannweite als die Nominatform und ist in Osteuropa, dem Ural und flachen Gebieten an der Wolga zu finden[1]
- Thetidia smaragdaria anomica kommt in Zentralasien vor[1]
- Thetidia smaragdaria mongolica kommt in der Mongolei vor[1]
- Thetidia smaragdaria amurensis kommt in Ostasien und Japan vor[1]

## Gefährdung
Der Smaragdspanner wird auf der Roten Liste gefährdeter Arten in Kategorie 3 (gefährdet) geführt, in Baden-Württemberg ist er auf der Vorwarnliste.